# Priverno
Priverno – miejscowość i gmina we Włoszech, w regionie Lacjum, w prowincji Latina.
Według danych na rok 2004 gminę zamieszkiwało 13 129 osób, 234,4 os./km².

## Miasta partnerskie
- Andrychów